# Institute of Environmental Science & Research
Das Institute of Environmental Science & Research Limited (ESR) ist eines von acht neuseeländischen Crown Research Institutes.
Das Institut hat die Aufgabe wissenschaftliche Lösungen in den Bereichen Gesundheitswesen, Umweltgesundheit und Forensic Services zu erarbeiten und entsprechende Beratungsleistung anzubieten. Forschungsaufträge kommen im Wesentlichen von den beiden staatlichen Auftraggebern, dem Ministry of Research, Science and Technology (MoRST) (Ministerium für Forschung, Wissenschaft und Technologie) und der Foundation for Research, Science and Technology (FRST) (Stiftung für Forschung, Wissenschaft und Technologie), aber auch aus der Privatwirtschaft und teilweise sogar von Übersee.

## Sitz
Der Hauptsitz befindet sich in Wellington. Neben dem Kenepuru Science Centre in Wellington betreibt das ESR drei weitere Forschungszentren übers Land verteilt: a) dem Mount Albert Science Centre in Auckland, b) dem Christchurch Science Centre in Christchurch und dem ESR NCBID-Wallaceville in Upper Hutt.

## Geschichte
In den 1980ern begann die neuseeländische Regierung den Bereich Forschung und Wissenschaft neu zu strukturieren. 1989 wurde dafür das Ministry of Research, Science and Technology (Ministerium für Forschung, Wissenschaft und Technologie) mit dem Ziel geschaffen, die Regierung zu beraten, Entscheidungsprozesse vorzubereiten, Mittelvergaben zu priorisieren und die Erfolgskontrolle einzuführen. Doch damit nicht genug. Man wollte für die verschiedensten Aufgabenbereiche unterschiedliche Institute schaffen, die unter Regierungsaufsicht eigenständig und eigenverantwortlich wirtschaften sollten und die dann unter diesen Bedingungen mit eigenen Regeln und Richtlinien erfolgsbezogen öffentliche und privatwirtschaftliche Aufträge erledigen würden.
Mit dem Crown Research Institutes Act 1992 wurden zu diesem Zweck zunächst zehn Crown Research Institutes gegründet, von denen heute acht Institute noch existieren. Das ESR ist eines davon.
Mit dem Companies Act 1993 wurden alle Institute zu Gesellschaften mit beschränkter Haftung (Limited) umgewandelt.
Das ESR ist heute, wie alle anderen Crown Research Institutes auch, der Crown Company Unit (kontrollierende und beratende Abteilung) des Finanzministeriums und dem verantwortlichen Minister für Forschung, Wissenschaft und Technologie unterstellt. Beide verantwortlichen Minister werden auch immer jeweils als Shareholder der acht Crown Research Institutes registriert.